# (73637) Гуней
(73637) Гуней (др.-греч. Γυνευσ) — типичный троянский астероид Юпитера, движущийся в точке Лагранжа L4, в 60° впереди планеты. Астероид был открыт 19 сентября 1973 года голландскими астрономами К. Й. ван Хаутеном, И. ван Хаутен-Груневельд и Томом Герельсом в Паломарской обсерватории и назван в честь Гунея, персонажа древнегреческой мифологии, одного из предводителей ахейцев, участвовавших в осаде Трои.

Орбита астероида Гуней и его положение в Солнечной системе